# 潘西克湖
潘西克湖（羅馬化：Pans'ke），是烏克蘭的湖泊，位於該國克里米亞半島，長4.5公里、寬1.2公里，面積5.2平方公里，最大水深1.05米，湖岸線長度16公里，湖畔城鎮有喬爾諾莫爾西克。